# 中興號教練機
T-CH-1中興號教練機為中華民國航空工業發展中心自介壽號後，於1970年11月以美國T-28教練機為基礎開發的一種螺旋槳教練機，也是全世界第一架採用渦輪引擎的螺旋槳教練機。

## 發展
1970年中華民國空軍與美國洛克希德公司洽商，選派20位優秀軍官赴美研習飛機設計，研習主題為研製中級教練機以取代空軍官校所使用的T-28教練機；同時美國諾斯洛普公司亦同意空軍選派10位優秀軍官，赴該廠研習飛機製造。這批優秀軍官回國後，即在航空研究所成立飛機設計室，並著手中級教練機的設計工作，本機獲得空總核定發展，命名為「中興號」，機型訂為T-CH-1，其中“T”代表教練（Trainer），“CH”代表中興（Chung-Hsing）之簡寫，“1”代表為本公司第一種自力研發飛機。為中華民國首架自行設計製造的飛機。後來核定生產50架，交予空軍官校作為中級教練機使用，到了1985年中華民國空軍將中興號教練機執行海岸偵察任務，直到1998年7月除役，此機型也奠定了航發中心日後研發XC-2中型運輸機及AT-3自強號高級教練機的基礎。
1972年
- 1月，T-CH-1教練機的1號原型機XT-CH-1A（編號0701）開始裝配。

1973年
- 9月29日，XT-CH-1A原型機出廠，出廠典禮由前空軍總司令陳衣凡上將主持。
- 11月23日，XT-CH-1A完成首次的飛行，試飛員前座為張熠青中校、後座為王安華少校。

1974年
- 9月27日，2號原型機（編號0702）舉行出廠典禮，由航發中心主任李永炤中將主持。
- 11月27日，2號原型機XT-CH-1B完成了首次的飛行。

1976年
- 1月，T-CH-1中興號教練機參加神雷演習，展示對地攻擊能量。
- 10月，T-CH-1中興號教練機參加雙十節空中分列式，首次向國人公開。
- 11月，T-CH-1中興號教練機開始正式進入量產並服役，首批生產35架。

1978年
- 5月，中華民國空軍官校59期，開始使用T-CH-1中興號教練機（中級組）。

1979年
- 35架T-CH-1中興號教練機生產完畢。

1980年
- 增造15架T-CH-1中興號教練機。

1981年
- T-CH-1中興號教練機製造專案結案。

1984年
- 部分T-CH-1教練機改裝為R-CH-1偵察機。

1985年
- T-CH-1教練機改裝為A-CH-1攻擊機。
- A/R-CH-1攻擊/偵察機編入71、72中隊和12偵照隊。

1992年
- A-CH-1攻擊機自中華民國空軍除役。

1998年
- 7月1日，R-CH-1自中華民國空軍除役。

## 中興號教練機失事紀錄
- 1981年10月28日，1架編號0728的T-CH-1中興號教練機，疑在大武山區撞山，飛官宗德強及飛行生趙篤殉職。
- 1985年12月17日，1架編號0703的T-CH-1中興號教練機與編號5260的F-5E戰機互撞，F-5E戰機飛行員許德英彈射重傷，中興號教練機飛行員溫雄政、樂熙平殉職。
- 1986年6月6日，2架編號0707及0709的A-CH-1中興號攻擊機，執行演訓任務時於嘉義縣竹崎鄉觀音山附近山區墜毀，飛行員胡元信、騫湘寧、全裕順及朱增銘四位飛官殉職。
- 1987年6月15日，1架編號0730的A-CH-1中興號攻擊機於新竹外海疑似發動機熄火，於海面上迫降失敗。飛行員胡宗俊、葛紹漠殉職。
- 1988年4月9日，1架編號0750的R-CH-1中興號偵察機疑因引擎故障，迫降於桃園縣楊梅鎮鄉間農田，飛行員俞國慶少校獲救。
- 1990年7月23日，1架編號0723的A-CH-1中興號攻擊機於林口火力發電廠附近沙灘迫降，飛行員于肇祥、李建新被困座艙，幸得附近5名釣客協助脫困。
- 1998年2月19日，401聯隊，1架編號0748的R-CH-1中興號偵察機於執行偵巡任務時，因機械故障墜毀於台北縣石門鄉白沙灣海域沙灘，飛行員蔡啟明少校跳傘獲救。

## 設計特徵
- T-CH-1中興號教練機預定使用壽限為十五年或四千飛行小時，自1976年5月正式啟用至1993年已超過15年，空軍按此壽限要求逐步將中興號教練機除役。
- T-CH-1的外型與T-28（英语：North American T-28 Trojan）教練機相近，但機身設計較為流線，引擎改用1具萊康明（Lycoming）公司的T53-L-701A型渦輪螺旋槳發動機，最大出力可達1,450匹馬力，雖然出力與T-28的R-1820-86活塞發動機接近，但是渦輪軸發動機的重量比活塞發動機減少50%，在飛行性能上大幅改善。[2]
- T-CH-1教練機內裝有AN/ARC-51BX UHF通訊設備及AN/ARN-83 ADF導航設備。

## 衍生型
- T-CH-1基本教練機：擔任中華民國空軍軍官學校59至66期學生初級飛行訓練，1985年除役。

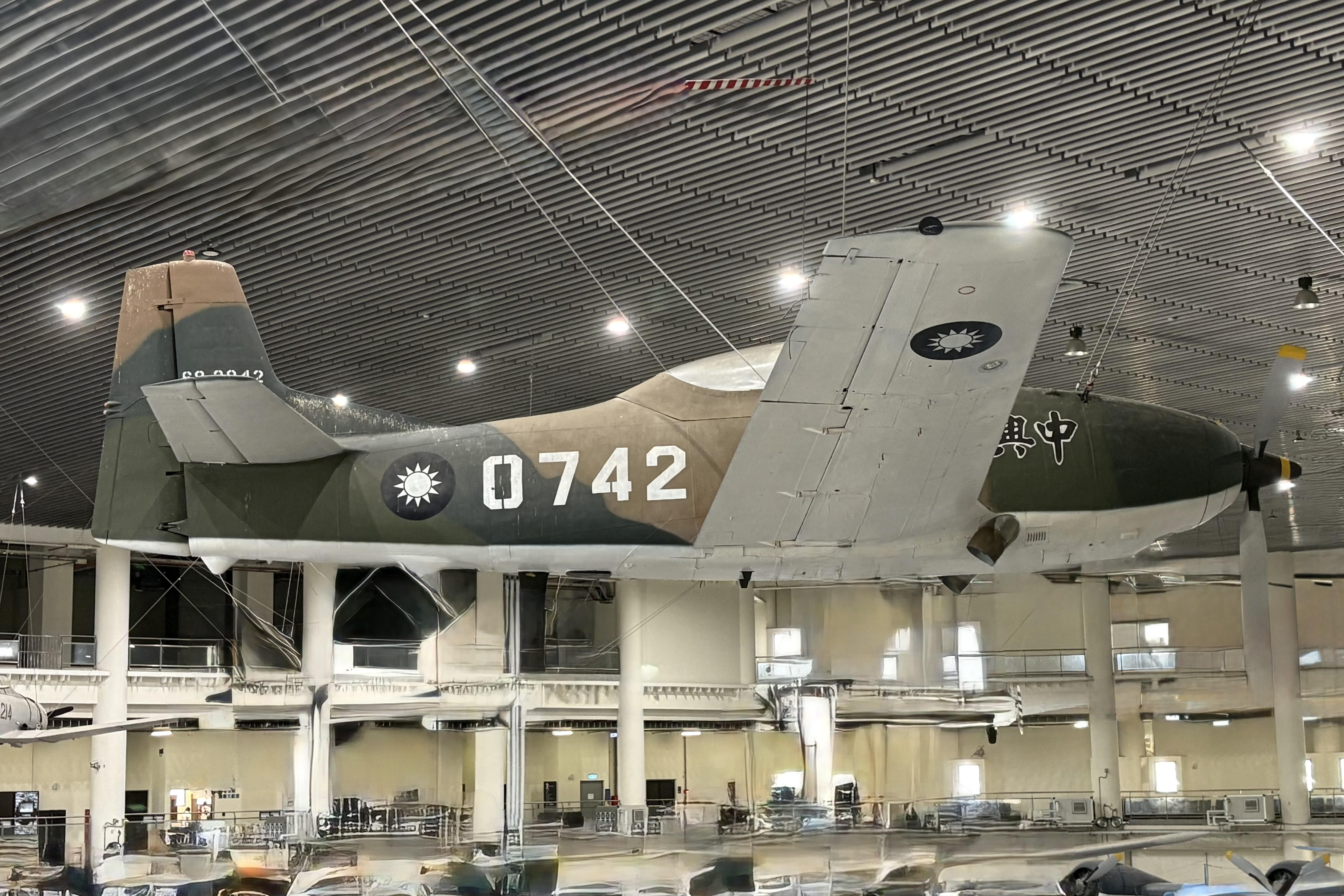
A-CH-1(編號0742)中興號攻擊機

- A-CH-1雙座式攻擊機：1985年，中華民國空軍將空軍官校T-CH-1教練機改裝為A-CH-1攻擊機，以擔負台灣海峽周遭的空中支援管制任務，服役到1992年陸續除役。機身塗裝分為叢林塗裝與海洋塗裝兩種，平時也擔負海岸巡防任務。
- R-CH-1偵察機：1984年，航空工業發展中心將RF-104偵察機拆除下來的KS-67A型照相機改裝上T-CH-1上。除了後座改造的照相艙外，部分R-CH-1在左右機翼硬點各再增設1具KS-67A，改裝數量不明。R-CH-1改裝後交付12中隊成立中興分隊，擔負台灣本島中、低空領空的戰術偵照任務。1998年7月1日除役。

## 使用國家
中華民國：中華民國空軍

## 性能

### 一般特徵
- 機組員：1名（R-CH-1）、2名（T-CH-1和A-CH-1）
- 全長：10.26公尺（33.8英呎）
- 翼展：12.19公尺（40英呎）
- 翼面積：25.2平方公尺（271平方英呎）
- 空重：2608公斤（5750鎊）
- 最大起飛重量：5057公斤（11188磅）
- 實用升限：9754米（32,000英尺）
- 爬升率：1080米/分鐘（3,400英尺/分鐘）
- 引擎：1 ×萊康明T53-L-701A渦輪引擎（萊康明授權航空工業發展中心岡山介壽二廠製造）
- 最大出力10.82KN（1450馬力）
- 燃料容量：963公升（212英制加侖;254美制加侖）

### 武裝
- 固定武裝：2挺白朗寧M2重機槍
- 外掛武裝：4個2.75英吋九頭蛇70航空火箭彈、CRV7航空火箭彈、SNEB航空火箭彈或5吋祖尼航空火箭彈，2個LAU-3/A火箭莢艙（英语：Folding-Fin Aerial Rocket）或LAU-60/A火箭莢艙（英语：Folding-Fin Aerial Rocket）

### 飛行表現
- 最高速度：593公里/時（368英里）/15000英尺（4600公尺）高度
- 巡航速度：315公里/時（196英里）/15000英尺（4600公尺）高度（經濟巡航）
- 失速速度：93公里/時58英/時
- 航程：2010公里（1,250英里）

1. ↑  .   [2025-04-25].
2. ↑  .   [2025-04-25].